# Homme de Saldanha
L'Homme de Saldanha, dit aussi Homme d'Elandsfontein ou de Hopefield, est le nom donné à une calotte crânienne fossile appartenant au genre Homo, découverte en 1953 dans la province du Cap-Occidental et le district de West Coast, en Afrique du Sud. Les restes fossiles incluent aussi les fragments d'une mandibule humaine. Ces vestiges fossiles, découverts hors de tout contexte stratigraphique, ont fait l'objet de diverses propositions de datation qui demeurent controversées, et qui tournent en moyenne autour de 600 000 ans.

## Historique
Les fossiles humains ont été trouvés en surface en 1953 sur un affleurement entre des dunes de sable dans la ferme d'Elandsfontein, près du village de Hopefield, dans la commune de Saldanha Bay.
Un peu plus tard, sur un site voisin dénommé Cutting 10, des ossements fossiles de vertébrés ont été découverts, ainsi que des bifaces, nucléus, et éclats appartenant à un acheuléen tardif. La paléofaune de Cutting 10 n'est pas directement associée avec les outils lithiques, mais les chercheurs pensent que les fossiles humains d'Elandsfontein et les outils acheuléens sont probablement contemporains. La faune comprend des bovidés et autres grands herbivores, des spécimens archaïques comme un félin à dents de sabre, un Sivatherium, un gélada géant, et au moins 4 espèces archaïques d'antilopes de type bubale et gnou. De 15 à 48 espèces de mammifères fossiles trouvées à Elandsfontein n'ont pas de descendants actuels, suggérant que cet assemblage de paléofaune a plus de 600 000 ans.

## Description
La calotte crânienne humaine d'Elandsfontein était en morceaux et très érodée, mais, une fois reconstituée, elle ressemble nettement au crâne de Bodo, découvert en 1976 en Éthiopie et daté de 600 000 ans par datation radiométrique. Les os pariétaux sont plus amples (convexes), et l'os occipital est moins anguleux que chez Homo erectus, ce qui est cohérent avec un volume cérébral plus élevé.

## Datation
La découverte des fragments fossiles en surface n'a pas permis de proposer une datation fondée sur la stratigraphie. Les fossiles de paléofaune et l'outillage acheuléen trouvés à proximité d'une part, la morphologie du crâne d'autre part, ont conduit les chercheurs à avancer une datation très approximative de 500 à 600 000 ans.

## Attribution
Le découvreur Ronald Singer rapprochait le crâne de Saldanha de celui de Kabwe, qui a permis de définir en 1921 l'espèce Homo rhodesiensis. Les fossiles connus d'Homo rhodesiensis, découverts dans plusieurs régions d'Afrique, parmi lesquels figurent notamment l'Homme de Kabwe et l'Homme de Bodo, sont datés entre environ 600 000 et 300 000 ans.
Les chercheurs hésitent à considérer les taxons Homo heidelbergensis (Europe) et Homo rhodesiensis (Afrique) comme des synonymes ou bien comme deux groupes phylogénétiquement distincts. La chercheuse Dominique Grimaud-Hervé et ses collègues du Musée de l'Homme préfèrent, dans le doute, subdiviser le genre Homo en autant de taxons que nécessaire afin d'éviter d'utiliser des appellations fourre-tout,. Selon ce point de vue, les fossiles africains archaïques du Pléistocène moyen, dont fait partie l'Homme de Saldanha, sont rassemblés sous l'appellation Homo rhodesiensis,.
Phylogénie des espèces récentes du genre Homo, 
d'après Strait, Grine & Fleagle (2015),
et Meyer & al. (2016) :
|  | Homo heidelbergensis †                                                          |
|  |                                                                                 |
|  | \| \| Homo denisovensis † \| \| \| \| \| \| Homo neanderthalensis † \| \| \| \| |
|  |                                                                                 |
|  | Homo denisovensis †                                                             |
|  |                                                                                 |
|  | Homo neanderthalensis †                                                         |
|  |                                                                                 |

|  | Homo denisovensis †     |
|  |                         |
|  | Homo neanderthalensis † |
|  |                         |

|  | Homo rhodesiensis † |
|  |                     |
|  | Homo sapiens        |
|  |                     |

|  | Homo heidelbergensis †                                                          |
|  |                                                                                 |
|  | \| \| Homo denisovensis † \| \| \| \| \| \| Homo neanderthalensis † \| \| \| \| |
|  |                                                                                 |
|  | Homo denisovensis †                                                             |
|  |                                                                                 |
|  | Homo neanderthalensis †                                                         |
|  |                                                                                 |

|  | Homo denisovensis †     |
|  |                         |
|  | Homo neanderthalensis † |
|  |                         |

|  | Homo rhodesiensis † |
|  |                     |
|  | Homo sapiens        |
|  |                     |

|  | Homo heidelbergensis †                                                          |
|  |                                                                                 |
|  | \| \| Homo denisovensis † \| \| \| \| \| \| Homo neanderthalensis † \| \| \| \| |
|  |                                                                                 |
|  | Homo denisovensis †                                                             |
|  |                                                                                 |
|  | Homo neanderthalensis †                                                         |
|  |                                                                                 |

|  | Homo denisovensis †     |
|  |                         |
|  | Homo neanderthalensis † |
|  |                         |

|  | Homo rhodesiensis † |
|  |                     |
|  | Homo sapiens        |
|  |                     |

|  | Homo heidelbergensis †                                                          |
|  |                                                                                 |
|  | \| \| Homo denisovensis † \| \| \| \| \| \| Homo neanderthalensis † \| \| \| \| |
|  |                                                                                 |
|  | Homo denisovensis †                                                             |
|  |                                                                                 |
|  | Homo neanderthalensis †                                                         |
|  |                                                                                 |

|  | Homo denisovensis †     |
|  |                         |
|  | Homo neanderthalensis † |
|  |                         |

|  | Homo rhodesiensis † |
|  |                     |
|  | Homo sapiens        |
|  |                     |

|  | Homo heidelbergensis †                                                          |
|  |                                                                                 |
|  | \| \| Homo denisovensis † \| \| \| \| \| \| Homo neanderthalensis † \| \| \| \| |
|  |                                                                                 |
|  | Homo denisovensis †                                                             |
|  |                                                                                 |
|  | Homo neanderthalensis †                                                         |
|  |                                                                                 |

|  | Homo denisovensis †     |
|  |                         |
|  | Homo neanderthalensis † |
|  |                         |

|  | Homo rhodesiensis † |
|  |                     |
|  | Homo sapiens        |
|  |                     |

|  | Homo heidelbergensis †                                                          |
|  |                                                                                 |
|  | \| \| Homo denisovensis † \| \| \| \| \| \| Homo neanderthalensis † \| \| \| \| |
|  |                                                                                 |
|  | Homo denisovensis †                                                             |
|  |                                                                                 |
|  | Homo neanderthalensis †                                                         |
|  |                                                                                 |

|  | Homo denisovensis †     |
|  |                         |
|  | Homo neanderthalensis † |
|  |                         |

|  | Homo rhodesiensis † |
|  |                     |
|  | Homo sapiens        |
|  |                     |

|  | Homo heidelbergensis †                                                          |
|  |                                                                                 |
|  | \| \| Homo denisovensis † \| \| \| \| \| \| Homo neanderthalensis † \| \| \| \| |
|  |                                                                                 |
|  | Homo denisovensis †                                                             |
|  |                                                                                 |
|  | Homo neanderthalensis †                                                         |
|  |                                                                                 |

|  | Homo denisovensis †     |
|  |                         |
|  | Homo neanderthalensis † |
|  |                         |

|  | Homo rhodesiensis † |
|  |                     |
|  | Homo sapiens        |
|  |                     |

|  | Homo heidelbergensis †                                                          |
|  |                                                                                 |
|  | \| \| Homo denisovensis † \| \| \| \| \| \| Homo neanderthalensis † \| \| \| \| |
|  |                                                                                 |
|  | Homo denisovensis †                                                             |
|  |                                                                                 |
|  | Homo neanderthalensis †                                                         |
|  |                                                                                 |

|  | Homo denisovensis †     |
|  |                         |
|  | Homo neanderthalensis † |
|  |                         |

|  | Homo rhodesiensis † |
|  |                     |
|  | Homo sapiens        |
|  |                     |